# Раскатиха (Кемеровская область)
Раска́тиха — посёлок при станции в Ленинск-Кузнецком районе Кемеровской области. Входит в состав Драченинского сельского поселения.

## География
Центральная часть населённого пункта расположена на высоте 261 метра над уровнем моря.

## Население
По данным Всероссийской переписи населения 2010 года, в посёлке при станции Раскатиха проживает 51 человек (22 мужчины, 29 женщин).

## Уроженцы
- Голубенцев, Александр Николаевич (1916—1971) — советский учёный в области общей механики, горный инженер, профессор.